# Monte Fuji
O monte Fuji (em japonês 富士山 Fuji-san) é a mais alta montanha da ilha de Honshu e de todo o arquipélago japonês. É um vulcão ativo, porém de baixo risco de erupção.
O monte Fuji localiza-se a oeste de Tóquio (de onde pode ser visto num dia limpo) próximo da costa do oceano Pacífico da ilha de Honshu, na fronteira entre as províncias de Shizuoka e de Yamanashi. Existem três pequenas cidades que envolvem o Monte Fuji, Gotemba a leste, Fuji-Yoshida a norte e Fujinomiya a sudoeste.
O monte Fuji é um dos símbolos mais conhecidos do Japão, sendo frequentemente retratado em obras de arte e fotografias e recebendo muitas visitas de alpinistas turistas.

## Etimologia
Os kanjis que atualmente são utilizados, 富 e 士, significam riqueza ou abundância e homem de posição respectivamente, mas é provável que estes caracteres tenham sido escolhidos devido ao facto de a sua pronúncia formar o nome, uma vez que não formam uma estrutura coerente de onde se possa extrair o significado do nome. A origem do nome Fuji não é clara. Uma interpretação popular refere que Fuji provém da junção de 不二 (não e dois), que significa sem igual, outra interpretação indica a escrita de Fuji da forma 不尽 (não + exausto), significando interminável. Um estudioso japonês do Período Edo, Hirata Atsutane, colocou a hipótese de o nome ter como origem uma palavra que significava “montanha que se ergue como uma espiga (ho) de arroz”.
O missionário britânico John Batchelor (1854-1944) defendeu a tese de que a origem do nome vinha palavra da língua Ainu para fogo (huchi), da divindade do fogo huchi kamuy. Esta tese foi contrariada pelo linguista japonês Kyosuke Kindaichi(金田一京助) (1882-1971) do ponto de vista da alteração fonética de “huchi” para “fuji”. Também se aponta o facto de huchi significar “mulher idosa” e ape ser a palavra para “fogo”, sendo portanto ape huchi kamuy a divindade do fogo.
Estudos feitos quanto à distribuição dos nomes que incluem fuji também sugerem que a origem da palavra remonta à língua do povo Yamato e não à Ainu. O  toponimista Kanji Kagami defende a hipótese de a palavra ter a mesma origem que “wisteria” (fuji) e “arco-íris” (niji, mas que também pode ser escrito fuji) para representar um “declive longo e harmonioso”. Outro texto que faz a análise etimológica do Fuji-san, afirma que o nome provém de  ”imortal” (不死, fushi, fuji) e ainda das imagens de ”abundante” (富, fu), ”soldados” (士, shi, ji) subindo as encostas da montanha.

### Variações

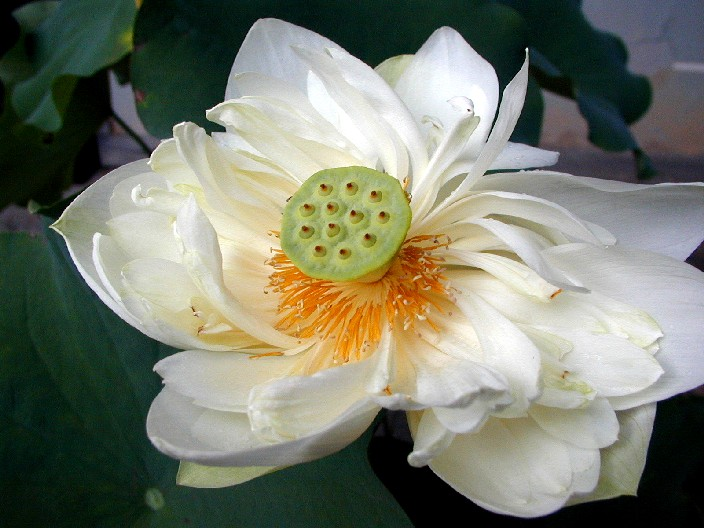
Flor de lótus.

O Fuji-san é por vezes referido erradamente como Fuji Yama em alguns textos ocidentais, isto porque o terceiro kanji, que significa montanha, também pode ser pronunciado yama. Em japonês, a única forma correta de fazer referência ao monte Fuji é Fuji-san. A frase japonesa "Fujiyama, geisha" é uma frase idiomática que exprime a incompreensão dos ocidentais do  Japão. Note-se que o sufixo -san, que significa montanha, não tem qualquer relação com o título -san que se emprega quando se fala com uma pessoa.
Adicionalmente,  Fuji pode ser pronunciado Huzi, se se utilizar a romanização Nihon-shiki, contudo a pronúncia usual é geralmente considerada mais próxima da japonesa. Outros nomes japoneses utilizados para fazer referência ao Fuji-san, de origem poética ou caídos em desuso, incluem Fuji-no-Yama (a montanha de Fuji), Fuji-no-Takane (o alto pico de Fuji), Fuyō-hō (o Pico de lótus'), e Fu-gaku (ou, o primeiro kanji de, Fuji, e, montanha).

## História

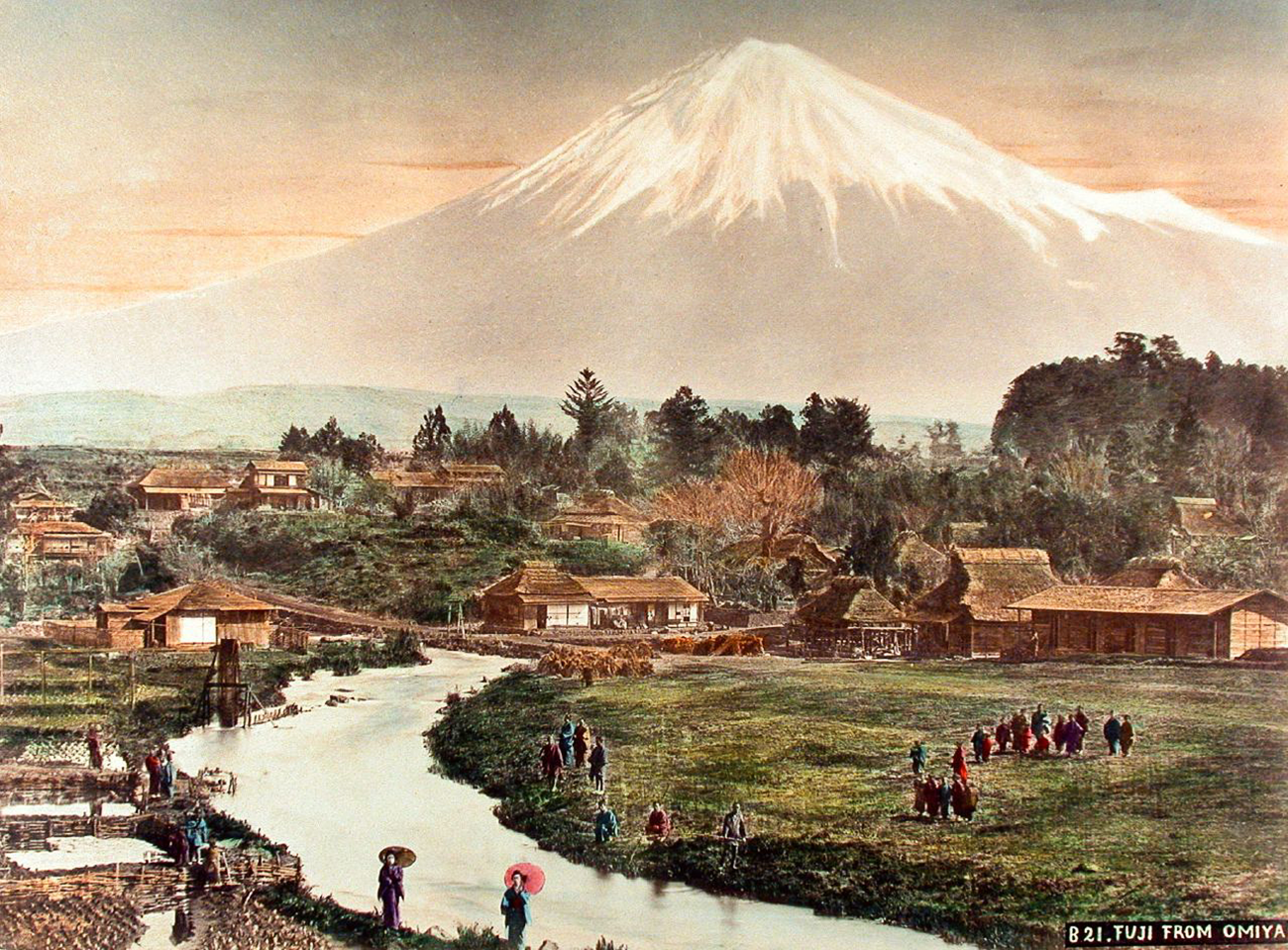
Monte Fuji de Omiya, c. 1890.

Pensa-se que a primeira ascensão ao alto do monte Fuji foi em 663, sendo o autor da proeza um monge anónimo, a ascensão do primeiro estrangeiro ao alto do Fuji-san ocorreu em 1860, por Sir Rutherford Alcock. O alto tem sido considerado sagrado desde tempos antigos, tendo o seu acesso sido proibido a mulheres até à Era Meiji, mas hoje em dia é um destino turístico popular, sobretudo para escalada (ver tópico abaixo).
O monte Fuji é um cone vulcânico frequentemente nevado sendo uma figura importante da arte japonesa.  O trabalho de maior nomeada retratando esta montanha são as conhecidas “36 vistas do monte Fuji”, a obra-prima do pintor de Ukiyo-e, Hokusai, mas existem inúmeras menções ao monte Fuji na literatura japonesa desde sempre, sendo abordado em muitos poemas.
O Fuji-san alberga ainda uma tradição guerreira, visto os samurais utilizarem o sopé da montanha, um sítio próximo de onde atualmente se situa a cidade de Gotemba, como local de treino, devido ao seu isolamento. O shogun Minamoto no Yoritomo tinha yabusame nesta área no início do Período Kamakura. A partir de 2005, as forças de defesa do Japão e os marines dos Estados Unidos passaram a ter atividade militar em bases perto do monte Fuji.

## Geografia

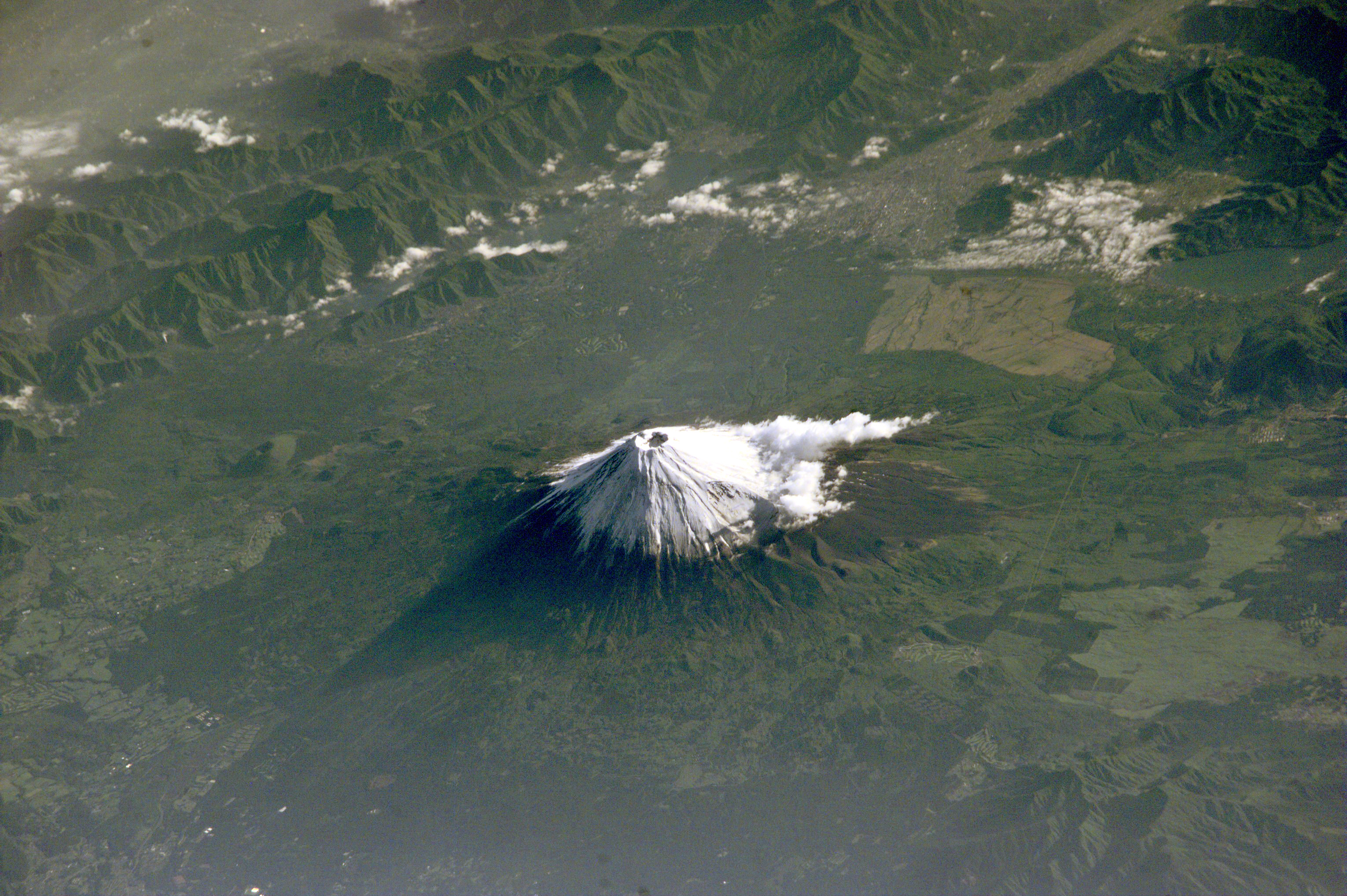
Monte Fuji visto da Estação Espacial Internacional.

É parte integrante do Parque nacional Fuji-Hakone-Izu onde existem cinco lagos que o rodeiam, o Lago Kawaguchi que é o de mais fácil acesso, o Lago Yamanaka procurado para a prática de ski aquático e natação, o Lago Sai de onde se tem uma bela vista do Fuji-san, o Lago Motosu que está retratado nas notas de cinco mil ienes e o Lago Shoji que é bastante procurado para a pesca. De todos estes locais se tem boa visibilidade para o Fuji-san, bem como do Lago Ashi, que, não fazendo parte do parque, fica nas proximidades.
Para além dos lagos, existem bastantes locais bonitos nesta zona, as cavernas, a floresta Aokigahara (ver tópico abaixo) e os santuários tradicionais.

## Geologia

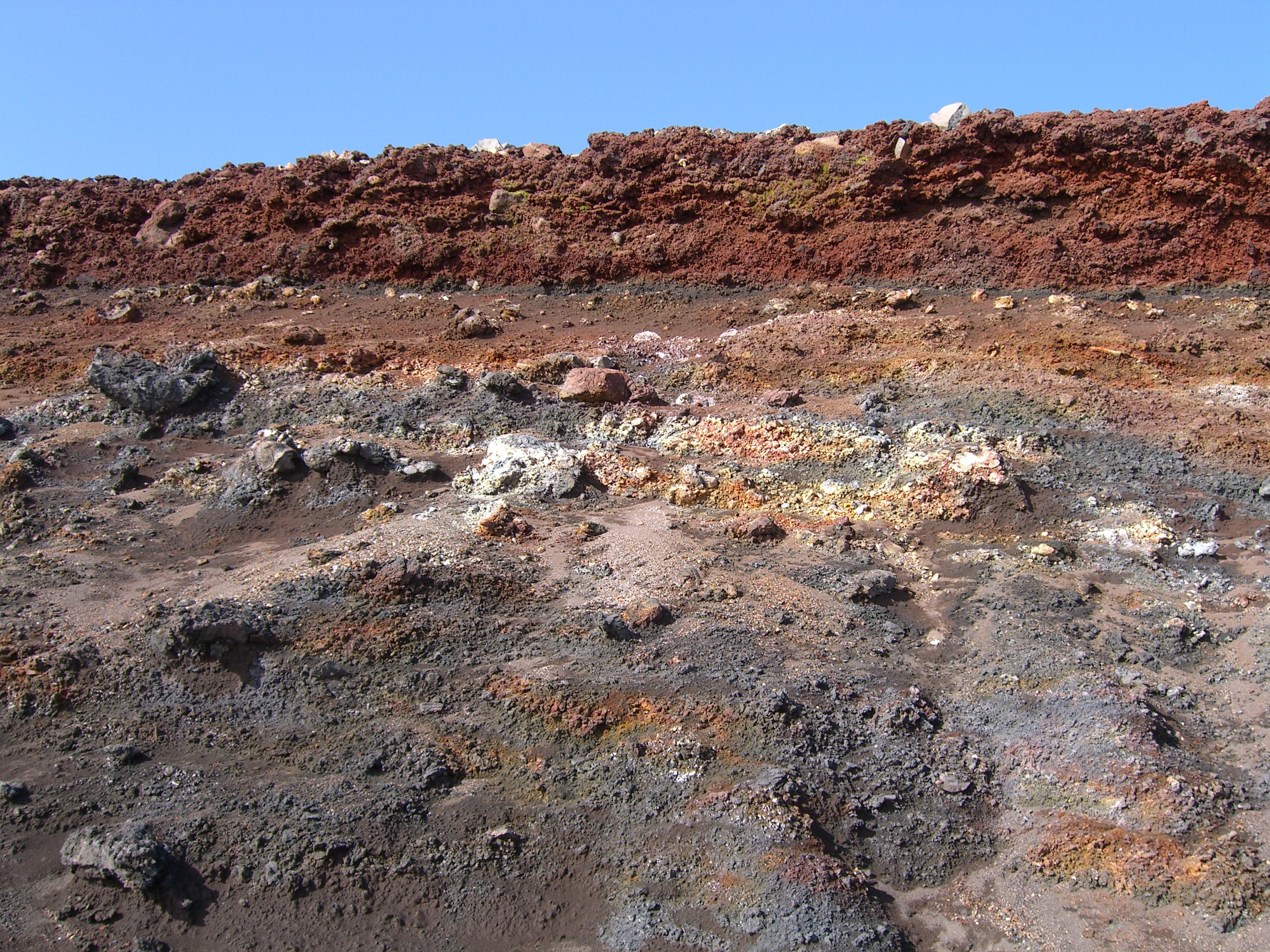
Terreno do monte Fuji.

Actualmente composto por aproximadamente 50% de lava  basáltica, os cientistas identificaram três fases distintas da actividade vulcânica que resultaram na formação do Fuji-san como o conhecemos. A primeira fase, denominada Sen-komitake, constituiu um núcleo de andesito descoberto recentemente nas profundezas da montanha. Depois da Sen-komitake seguiu-se a Ko-Mitake, uma camada de basalto que se acredita ter-se formado há várias centenas de milhares de anos. Há cerca de 100.000 anos uma nova camada, a Ko-Fuji (Velha Fuji), formou-se sobre a Ko-Mitake, 10.000 anos é a data que se aponta para a formação da mais recente Shin-Fuji (Nova Fuji) sobre a Velha Fuji.
O vulcão está classificado como activo com baixo risco de erupção. A última erupção registada ocorreu no princípio do século XVIII, em 1707 durante o período Edo, com esta erupção formou-se uma nova cratera e um segundo pico, a meio de um dos lados, tendo sido atribuído o nome de Hōei-zan ao segundo pico.
O Monte Fuji localiza-se num ponto de encontro da placa Euroasiática  a Placa de Okhotsk e da Placa das Filipinas, sendo estas placas que formam, as partes ocidental e oriental do Japão e a península de Izu, respetivamente.

## Escalada do Monte Fuji

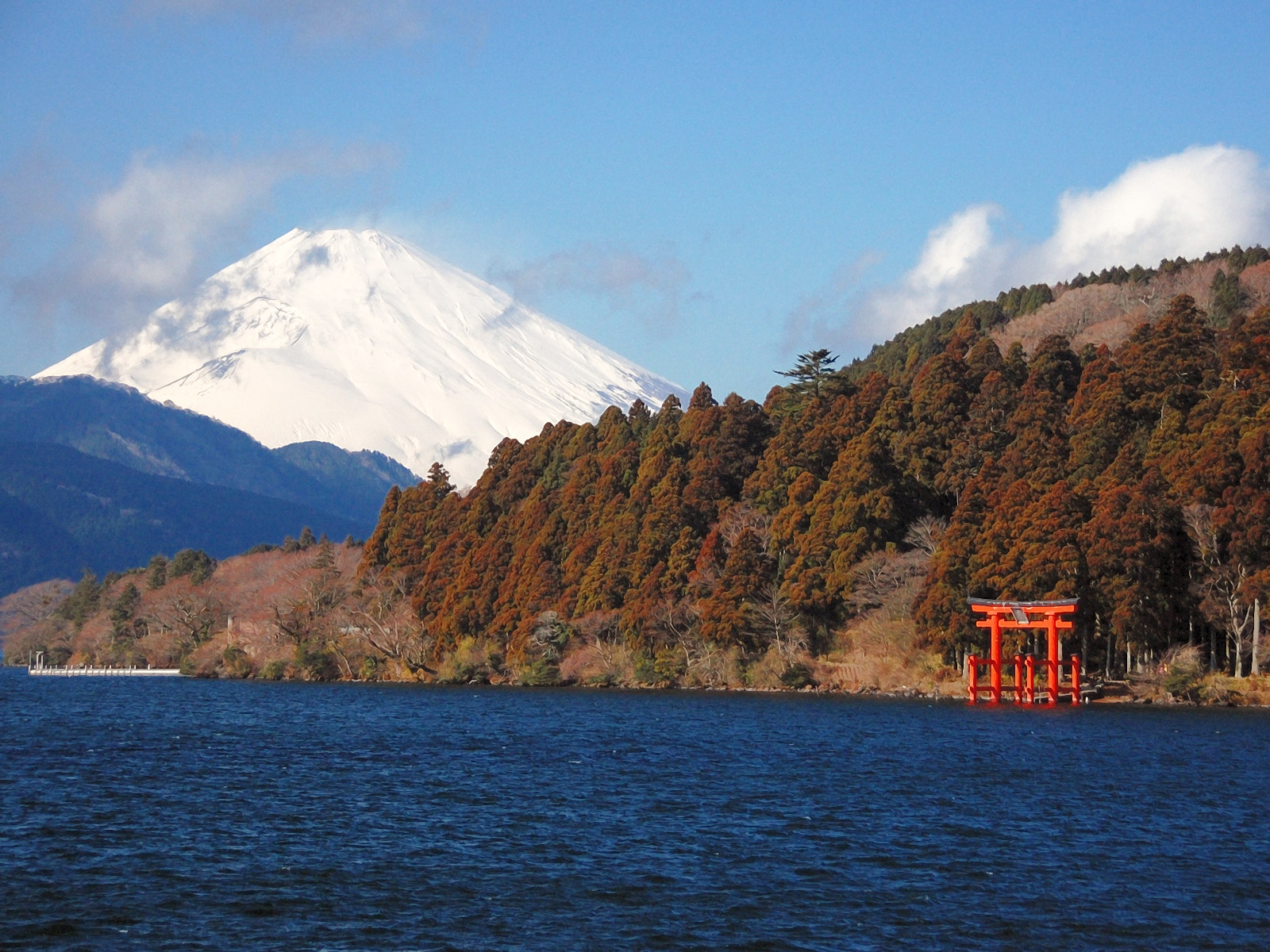
Lago Ashi, com o Monte Fuji no fundo.

Estima-se que anualmente cerca de 200.000 pessoas escalam a montanha, 30% das quais são estrangeiros. As subidas ao Fuji são mais populares no período compreendido entre 1 de Julho e 27 de Agosto, uma vez que nesta altura as cabanas e as outras infra-estruturas de apoio estão em funcionamento, bem como os autocarros que transportam os alpinistas para a quinta estação.

### Viagem
Para além da viagem de carro permitir o acesso por três saídas (Kawaguchiko, Gotemba e Fuji), pode-se vir de autocarro (ônibus) expresso desde Tóquio até Kawaguchiko e depois de  apanhar um autocarro para o destino final.
Ainda assim, para simplesmente ver o Fuji-san, o comboio (trem) é o meio de transporte mais adequado, por exemplo numa viagem na linha Tokaido, entre Tóquio e Osaka, ou, no shinkansen de Tóquio para Nagoya, Quioto ou Osaka, a melhor vista consegue-se nas imediações da estação de Shin-Fuji, 40 a 45 minutos depois da partida de Tóquio.

### Subida

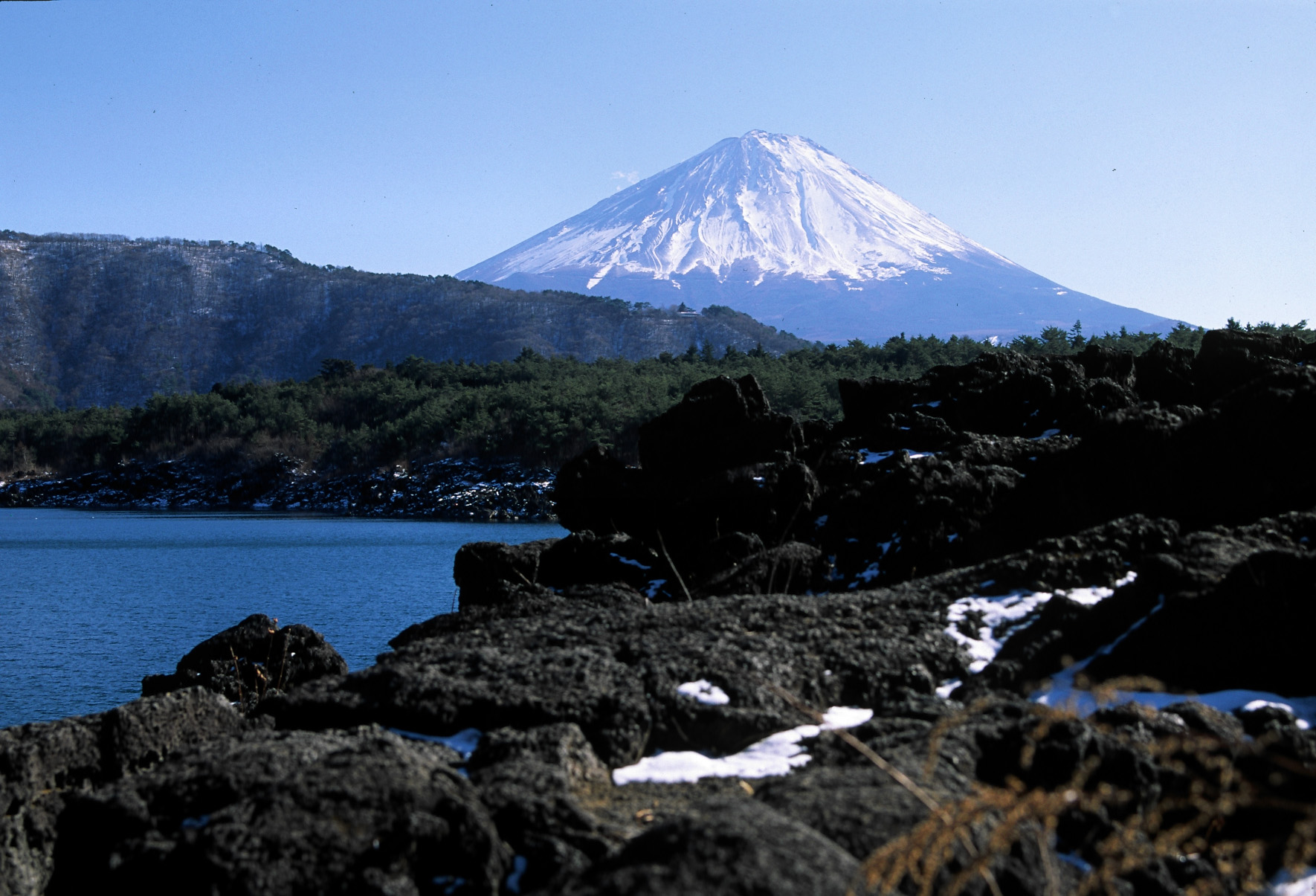
O Fuji-san visto dos cinco lagos.

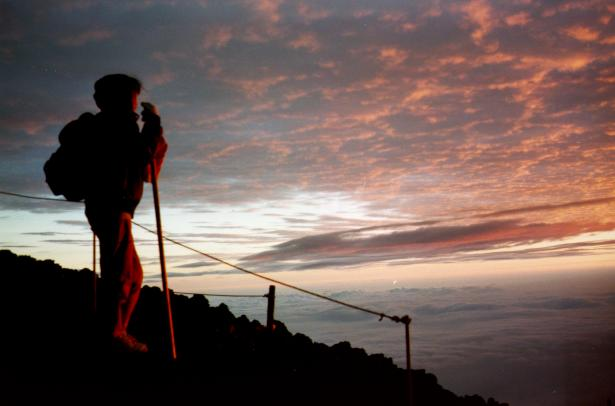
Turista acompanhando o nascer-do-sol no monte Fuji.

Estão definidos quatro caminhos principais desde a quinta estação (são dez no total) até ao alto, a que se podem adicionar quatro outros caminhos desde o sopé da montanha. Os caminhos desde a quinta estação são (no sentido dos ponteiros do relógio) o de Kawaguchiko, o de Subashiri, o de Gotemba e o de Fujiyomiya, os caminhos desde o sopé da montanha são o de Shojiko, o de Yoshida, o de Suyama e o de Murayama.
As estações localizam-se a diferentes altitudes, consoante o caminho seguido, a quinta estação mais alta em relação ao nível do mar é a de Fujinomiya, seguida pela de Kawaguchi, a Subashiri e, a mais baixa, Gotemba.
Apesar de a quinta estação da rota de Kawaguchiko ser apenas a segunda em altitude, esta é a rota mais popular, devido à sua grande área de estacionamento, sendo aqui que vem ter a maior parte dos autocarros com excursões. A segunda rota mais popular é a de Fujinomiya, a que possui a quinta estação a maior altitude, seguida por Subashiri e Gotemba.

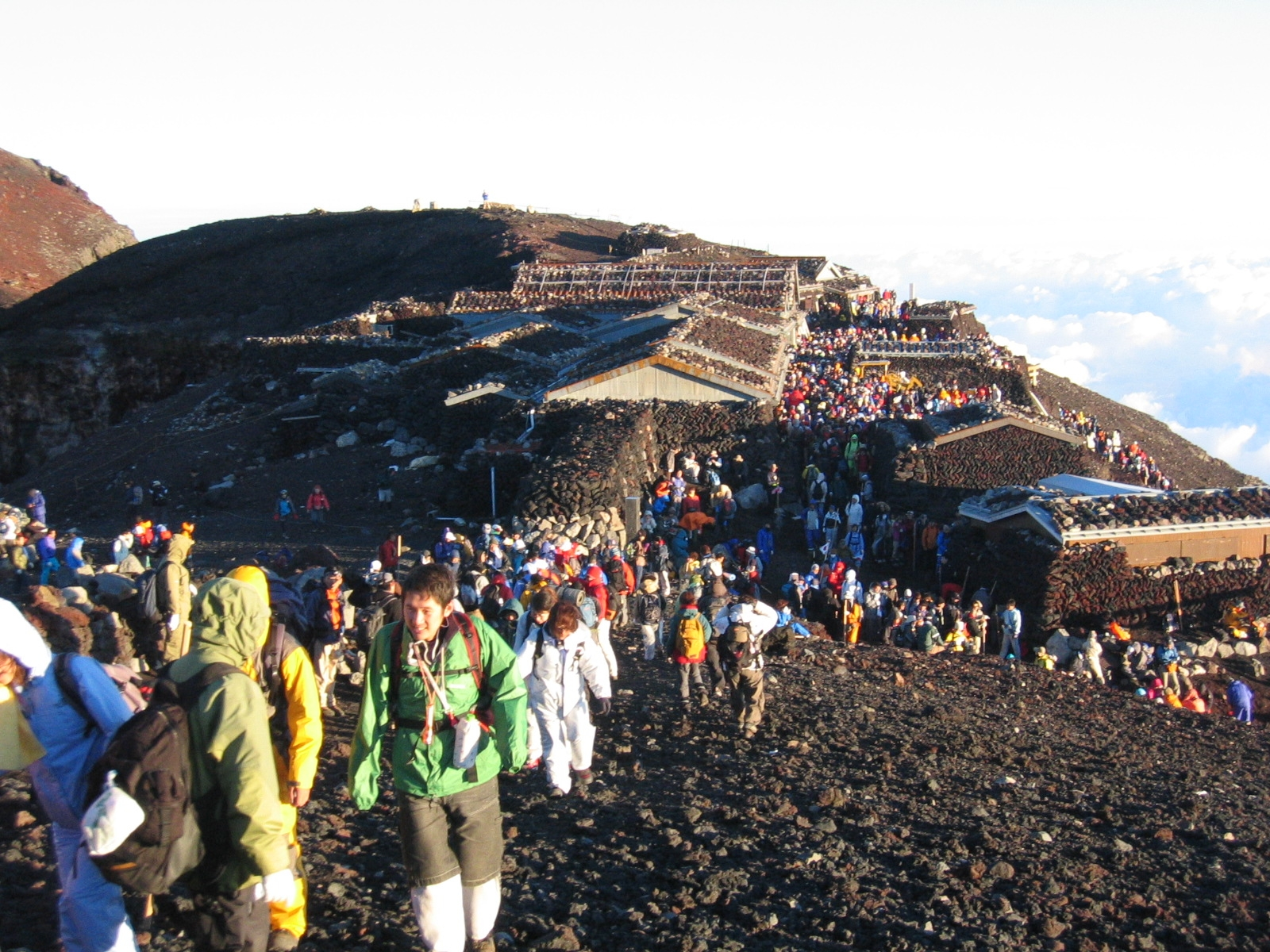
O topo do Fuji-san

Embora muitos alpinistas não façam a subida nem pela rota de Subashiri nem pela de Gotemba, muitas pessoas descem por estas rotas devido aos seus trilhos cobertos por cinza. Desde a sétima estação até perto da quinta, a descida pode ser feita praticamente a correr, pelos trilhos cobertos de cinza, em aproximadamente meia hora.
As rotas que partem do sopé da montanha permitem conhecer locais históricos, por exemplo a de Yoshida passa por várias casas de chá, antigos templos e cabanas, e têm-se tornado mais populares, estando a ser restauradas. Contudo, são poucas as pessoas que fazem a subida desde a base, além de que a existência de ursos afasta as pessoas.
A subida pode demorar entre três e sete horas, a descida de duas a cinco. O percurso está dividido em dez estações, existindo estradas pavimentadas até à quinta, que se situa aproximadamente nos 2300 m de altitude. As cabanas existentes na quinta estação não costumam manter-se abertas de noite, apesar de haver entusiastas que sobem de noite para ver o nascer do Sol.

### Topo
Existem oito picos, sendo o ponto mais alto do Japão o pico que tem um antigo edifício com um radar, todos acessíveis bastando aos visitantes circular em torno da cratera.
A temperatura média mensal no alto do Fuji-san varia entre os -18 e os 8 °C para uma pressão atmosférica entre os 630 e os 650 mbar.

## Aokigahara

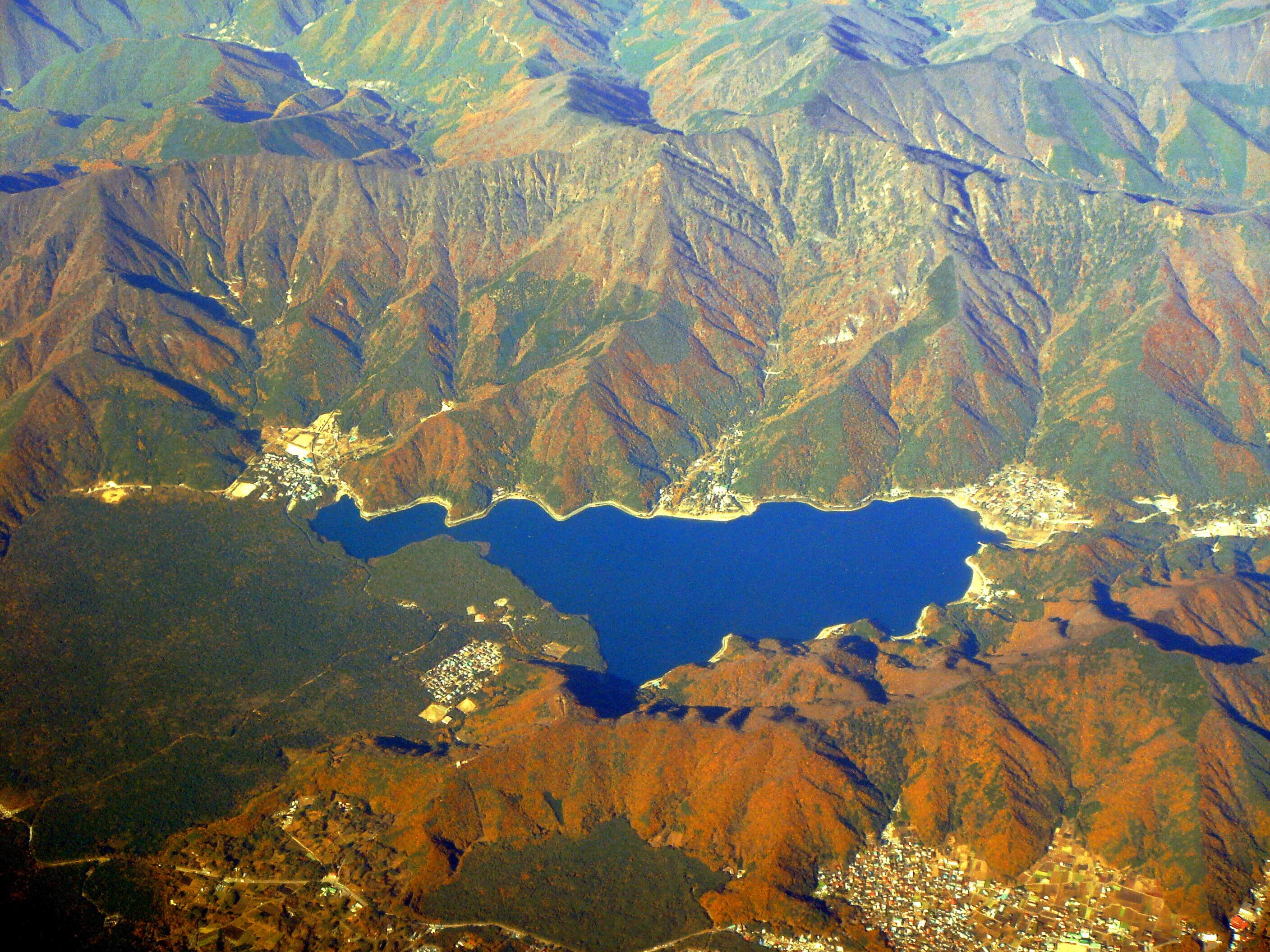
Fotografia aérea da Aokigahara.

Aokigahara é uma floresta que se situa na base da montanha onde existem cavernas que não degelam, mesmo durante o Verão. Contam-se muitas lendas acerca da floresta de Aokigahara, segundo uma, as rochas da montanha contêm grandes depósitos de ferro que provocam erros nas bússolas, fazendo com que seja extremamente fácil as pessoas perderem-se.
Contudo, estas lendas são falsas, pois o campo magnético gerado pelo ferro é demasiado fraco para ter um efeito significativo, além disso, as forças militares do Japão e dos Estados Unidos fazem exercícios de treino regularmente na floresta, durante os quais o GPS, as bússolas e os outros aparelhos eletrónicos de orientação funcionam perfeitamente.
As lendas de monstros, fantasmas e goblins assombrando a floresta são também diversas. Em adição, o Aokigahara Jukai (O Mar das Árvores) é a zona do Japão onde ocorrem mais suicídios, diz-se que os espíritos dos suicidas para sempre vagueiam na área, a quantidade de corpos descobertos, em média trinta por ano, levaram as autoridades a colocar sinais proibindo o suicídio na floresta.